# Juan de Dios Oyón Cauqui
Juan de Dios Oyón Cauqui (Barcelona, Cataluña, España, 1 de enero de 1980) es un árbitro de baloncesto español de la liga ACB. Pertenece al Comité de Árbitros de Cataluña. También ejerce como Policía local en Badalona.

## Trayectoria
Empezó a arbitrar en 1998, cuando tenía 18 años y aún jugaba con el equipo de su colegio.
En agosto de 2012 se anuncia su ascenso a la Liga ACB, junto a Andrés Fernández Sánchez, Sergio Manuel Rodríguez y David Planells Caicedo.

## Temporadas
| Categoría        | País   | Año               |
| ---------------- | ------ | ----------------- |
| Categorías bases | España | 1998 - 2012       |
| Liga ACB         | España | 2012 - Actualidad |